# Верх-Иткара
Верх-Иткара, Верхняя Иткара — опустевшая деревня в Яшкинском районе Кемеровской области, входит в Ленинское сельское поселение. Население 0 человек (2010).

## География
Деревня расположена в северной части Кемеровской области, в центре Яшкинского района, в 22 км к западу от райцентра Яшкино, в 92 км от областного центр Кемерово.
Уличная сеть
состоит из пяти географических объектов: Крутой Переулок, Новая Улица, Речной Переулок,
Центральная Улица, Школьная Улица.
Абсолютная высота 172 метра над уровня моря
.

## Население
| 2010 |
| ---- |
| 0    |

Национальный состав
Согласно результатам переписи 2002 года, в национальной структуре населения русские составляли 94 % от 18 жителей.

## Инфраструктура
Нет данных

## Транспорт
Дорога третьего класса «Подъезд к д. Верх-Иткара» (идентификационный номер 32 ОП РЗ К-415)